# Chamaemyiinae
Sous-famille
Les Chamaemyiinae sont une sous-famille d'insectes diptères brachycères de la famille des Chamaemyiidae.

## Tribus
- Chamaemyiini - Leucopini - Pseudoleucopini